# Туркана (народ)

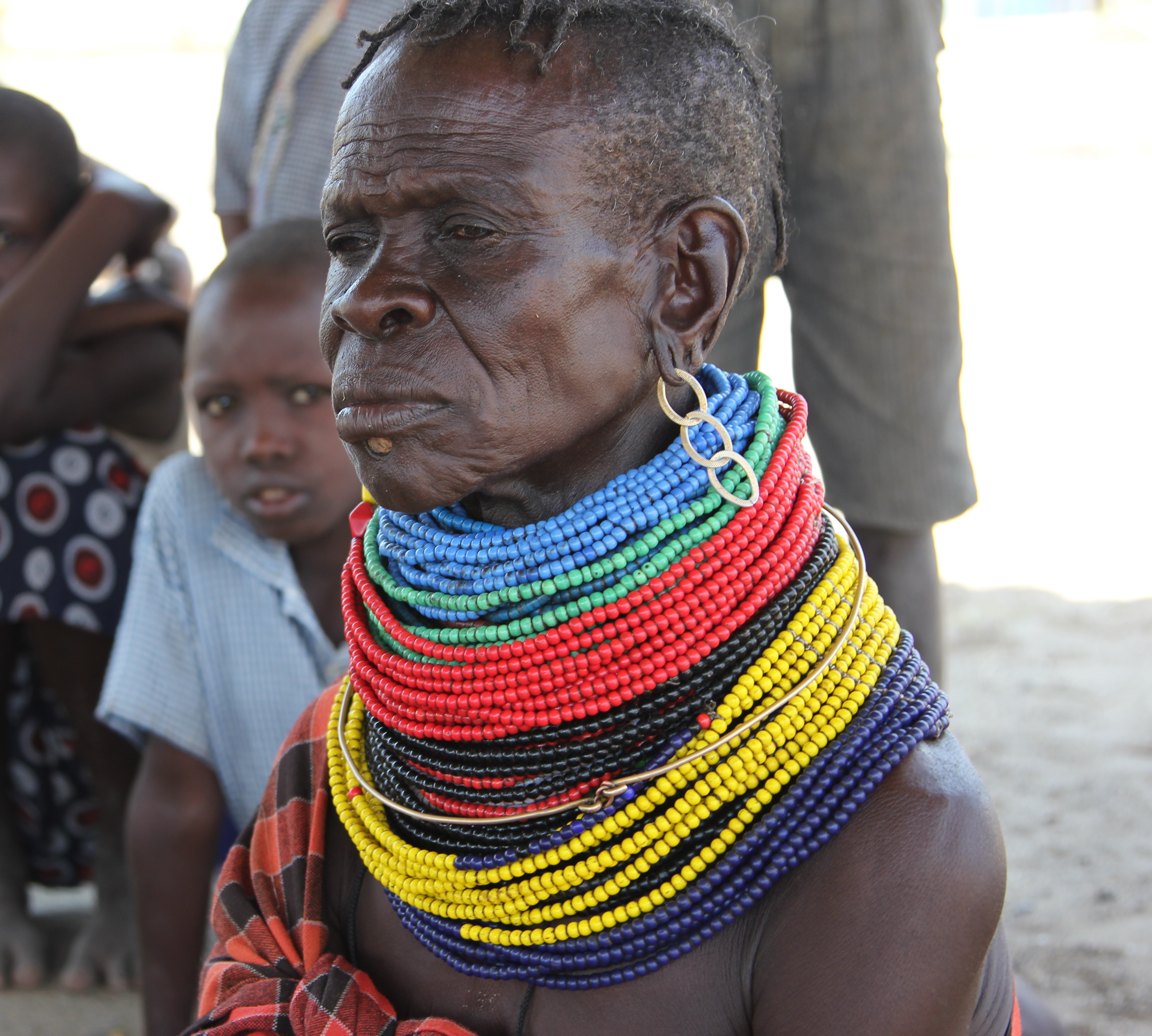

Турка́на (ньитурка́на) — народ группы нилотов. Живут на территории Кении и Эфиопии. Численность составляет примерно 1 млн. чел., из них в Кении проживает около 990 тысячи человек, в Эфиопии — 33 тыс. чел. Относятся к эфиопской переходной расе. Говорят на языке туркана (доньиро, буми).
Близкородственные народы: карамоджонг, тесо.

## Известные представители
- Пол Эренг — олимпийский чемпион 1988 года на дистанции 800 метров.
- Джозеф Эбуа — четырёхкратный чемпион мира по кроссу.
- Джон Келай — знаменитый марафонец.

## Галерея

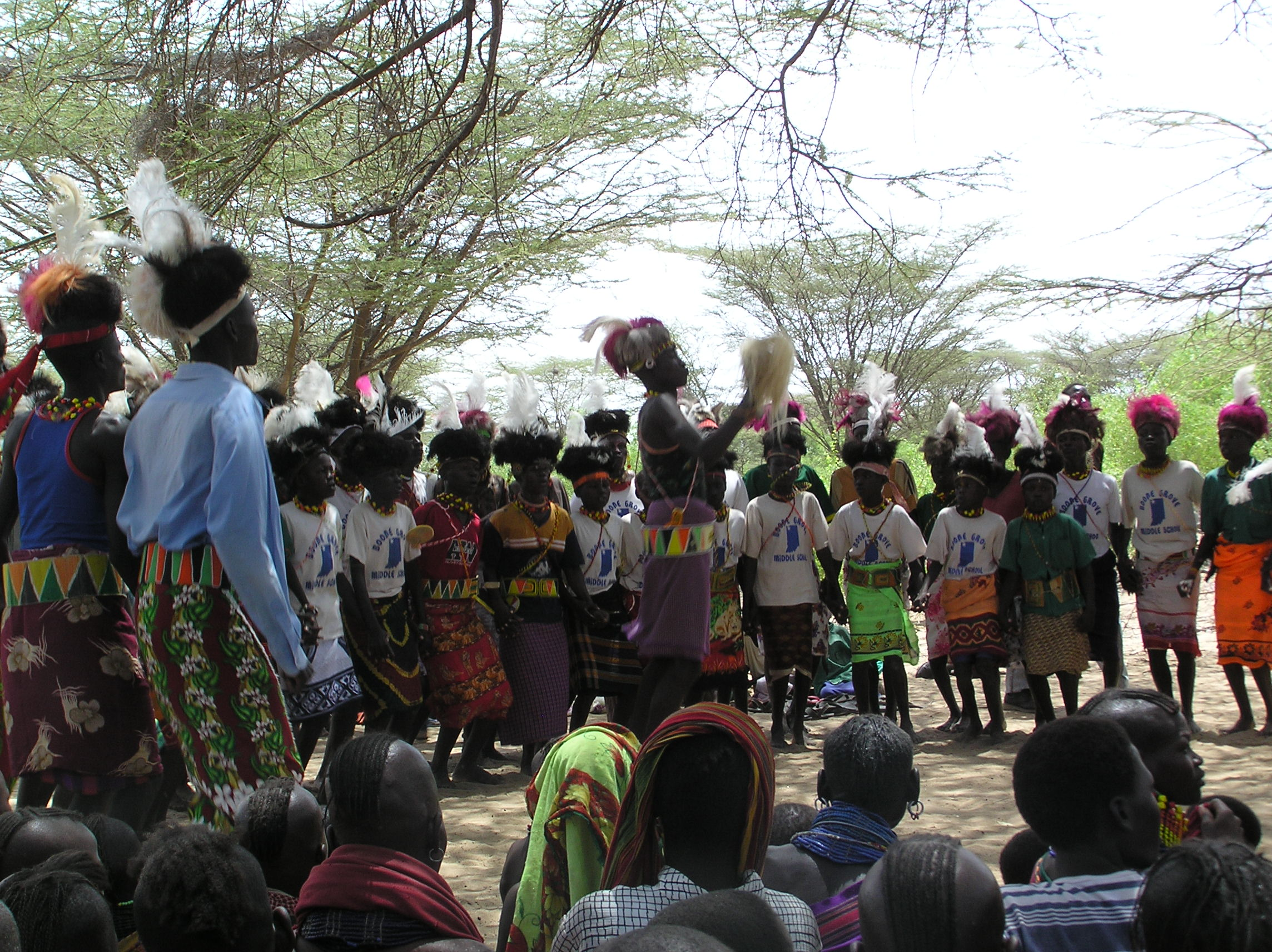
Презентация традиционного танца школьниками.
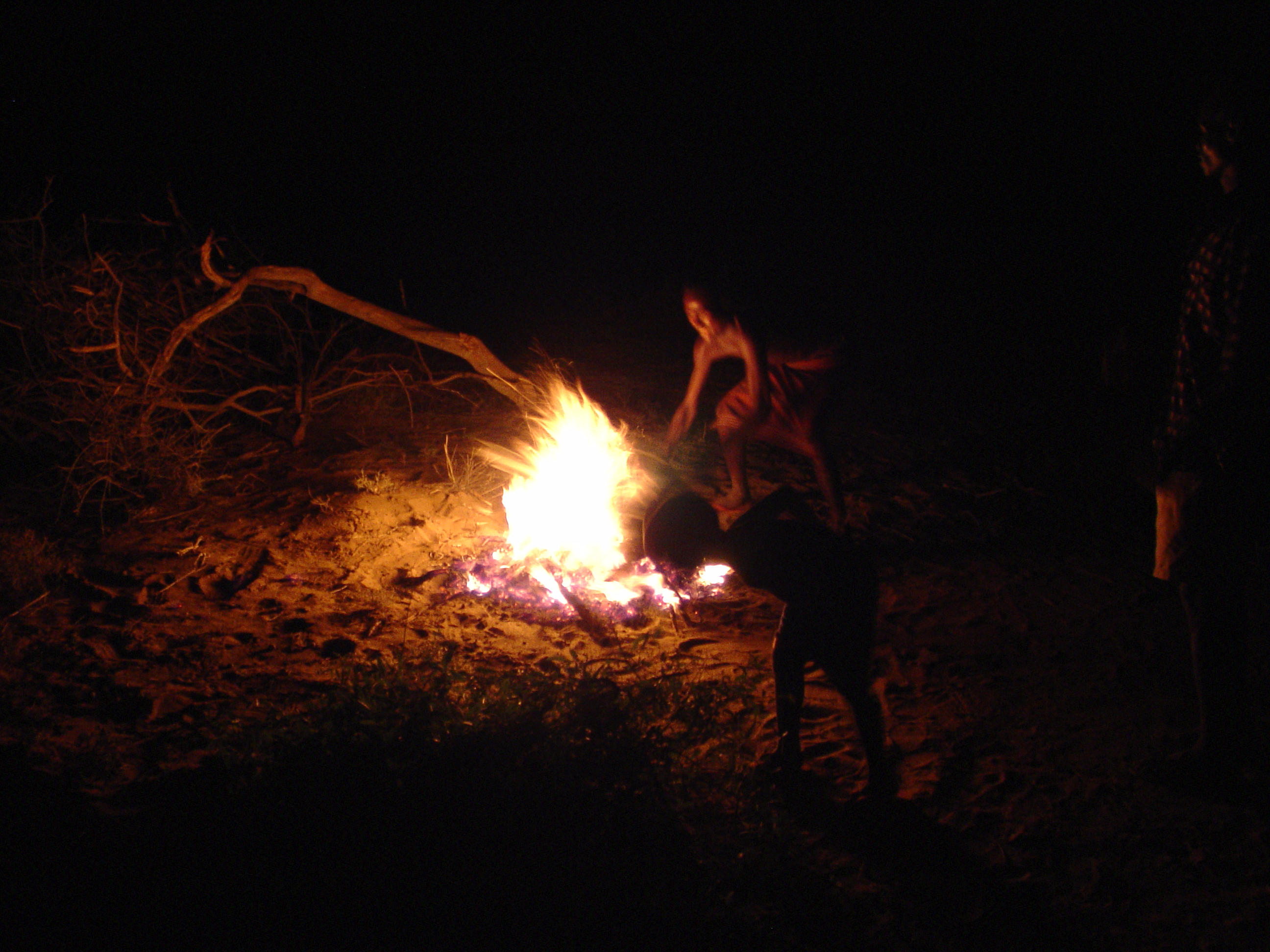
Мужчины туркана готовят общий ужин.